# زندگی وحشی است
زندگی وحشی است (به انگلیسی: Life Is Wild) یک مجموعهٔ تلویزیونی آمریکایی در ژانر درام است که در سال ۲۰۰۷ به نمایش درآمد.

## بازیگران

### اصلی
- لیه پایپس – کیتی کلارک
- دی دبلیو موفت – دنی کلارک
- استفانی نیزنیک – جو ولر-کلارک
- اندرو سنت جان – جسی ولر
- دیوید باتلر – هنر
- کسان ری – تعقیب کلارک
- کالوین گولدزپینک – اولیور بانک
- تیفانی ملهورن – امیلی بانک
- مری ماوسر – میا ولر

### دوره ای
- آتاندوا کانی – توملو
- جورج جیکوس – کالین بانک
- شانون اسرا – لورن
- پرشز کوفی – مبالی

در ابتدا، برت کالن و جودیت هوگ به عنوان بازیگران نقش دنی کلارک و جو کلارک انتخاب شده بودند اما در ماه‌های ژوئن و ژوئیه ۲۰۰۷ در انتخاب این بازیگران تجدید نظر شد.